# Robbie Slater
Robbie Slater, właśc. Robert Slater (ur. 22 listopada 1964 w Ormskirk) – australijski piłkarz pochodzenia angielskiego występujący na pozycji pomocnika.

## Kariera klubowa
Slater seniorską karierę rozpoczynał w 1982 roku w australijskim klubie St. George Saints. W 1983 roku zdobył z nim mistrzostwo NSL. W 1986 roku odszedł do Blacktown City Demons, a w 1987 roku trafił do ekipy Sydney Croatia, gdzie spędził 3 lata. W 1990 roku podpisał kontrakt z belgijskim Anderlechtem. W tym samym roku odszedł do francuskiego RC Lens. W 1991 oraz w 1993 roku został wybrany Piłkarzem Roku Oceanii. W 1994 roku zdobył z nim Puchar Ligi Francuskiej. W Lens występował przez 4 lata.
W 1994 roku Slater został graczem angielskiego Blackburn Rovers. W 1995 roku zdobył z nim mistrzostwo Anglii. W tym samym roku odszedł do innego zespołu Premier League, West Hamu United. Tam również spędził rok.
Latem 1996 roku przeszedł do Southamptonu, także grającego w Premier League. Zadebiutował tam 4 września 1996 roku w zremisowanym 2:2 pojedynku z Nottingham Forest. Barwy Southamptonu reprezentował przez 1,5 roku. Na początku 1998 odszedł do Wolverhamptonu z Division One. Tam z kolei grał pół roku.
W 1998 roku Slater wrócił do Australii, gdzie został graczem klubu Northern Spirit. W 2001 roku zakończył karierę.

## Kariera reprezentacyjna
W reprezentacji Australii Slater zadebiutował 7 lipca 1988 roku w przegranym 0:1 towarzyskim pojedynku z Brazylią. W tym samym roku był uczestnikiem Letnich Igrzyskach Olimpijskich, które Australia zakończyła na ćwierćfinale.
W 1997 roku został powołany do kadry na Puchar Konfederacji. Zagrał na nim w meczach z Meksykiem (3:1) i Arabią Saudyjską (0:1). Tamten turniej Australia zakończyła na 2. miejscu.
W latach 1988–1997 w drużynie narodowej Slater rozegrał w sumie 27 spotkań i zdobył 1 bramkę.